# Dasychira robusta
Dasychira robusta är en fjärilsart som beskrevs av Walker 1855. Dasychira robusta ingår i släktet Dasychira och familjen tofsspinnare. Inga underarter finns listade i Catalogue of Life.